# Северо-Западная армия
Се́веро-За́падная а́рмия (СЗА) — военное формирование Российского государства, действовавшее на Северо-Западном фронте Российской армии, (также — объединение Белого движения в период Гражданской войны в России).
Сформирована 20 июня 1919 года на основе Северного корпуса и других разрозненных русских антибольшевистских соединений, находившихся на территории Псковской губернии и создаваемых в тот момент Эстонской и Латвийской республик. Прекратила существование 22 января 1920 года. Последний лазарет воинов СЗА был закрыт 13 ноября 1920 года.
В советской историографии часто называется «армией Юденича», хотя генерал от инфантерии Н. Н. Юденич непосредственно командовал ею менее двух месяцев.

## Численность
- июль 1919 года — 17 500 солдат и офицеров;[5]:224
- октябрь 1919 года — до 18 500 человек;[5]:284
- ноябрь 1919 года — ок. 15 000 человек;

Кадровые офицеры составляли 10 % армии. В её составе находилось 53 генерала.

## Командующие войсками
- с 19.06.1919 г. — генерал-майор А. П. Родзянко (с 2.10.1919 г. — генерал-лейтенант);
- с 02.10.1919 г. — генерал от инфантерии Н. Н. Юденич;
- с 28.11.1919 г. — генерал-лейтенант П. В. Глазенап (до 22 января 1920 г.);

## Весенне-летнее наступление на Петроград
Весеннее наступление (5,5 тысяч штыков и сабель у белых против 20 тысяч у красных) Северного корпуса (с 1 июля Северо-Западная армия) на Петроград началось 13 мая 1919 года. Белые прорвали фронт 7-й советской армии под Нарвой и движением в обход Ямбурга принудили красных к отступлению. 15 мая они овладели Гдовом. 17 мая пал Ямбург, а 25 мая — Псков.
Генерал от инфантерии Николай Николаевич Юденич, имевший международный вес и авторитет в войсках благодаря своим блестящим военным достижениям на Кавказском фронте, был утверждён А. В. Колчаком 5 июня 1919 года главнокомандующим всеми российскими сухопутными и морскими вооруженными силами, действовавшими против большевиков на Северо-Западном фронте.
Юденич планировал получить обмундирование и вооружение от стран Антанты, и заручиться поддержкой армии Эстонии и Финляндии. Несмотря на договорённость с Маннергеймом, финны неохотно отозвались на призыв к походу на Петроград без полноценной материальной и военной помощи от стран Антанты. Эстонцы же, ещё в апреле 1919 года получившие предложение большевиков о взаимном признании, в первую очередь ожидали от русских антибольшевистских сил того же. Британские генералы Хьюберт Гоф и Фрэнк Марш в ультимативной форме потребовали от Юденича признания эстонской государственности де-юре путём учреждения правительства Северо-Западной области, включающей Петроградскую, Новгородскую и Псковскую губернии. Юденич вынужден был пойти на эту сделку, но после утечки информации о ней в британскую прессу правительство Британии отозвало Гофа из Прибалтики. Тем не менее, поставки английского снаряжения возобновились.
К началу июня белые вышли на подступы к Луге, Ропше и Гатчине, угрожая Петрограду. Но красные перебросили резервы под Петроград, доведя численность своей группировки, действовавшей против Северо-Западной армии (далее СЗА) и 2-х эстонских дивизий, до 40 тысяч штыков и сабель, и 1 августа перешли в контрнаступление. Эстонцы проявляли пассивность, выводя свои войска из-под ударов. Между эстонскими и русскими командирами случались конфликты по поводу взаимной подчинённости. 5 августа красные заняли Ямбург. В ходе тяжёлых боев они оттеснили малочисленные части СЗА за реку Лугу, а 26 августа заняли Псков.

## Помощь Антанты вооружением и снаряжением
Хотя в советской историографии много внимания уделялось якобы «обильному снабжению СЗА вооружением, продовольствием и снаряжением» со стороны Антанты, действительность была очень далека от этого. До конца июля помощь Антанты (прежде всего Великобритании) была только словами, а не материальными поставками:260.
В то же самое время Великобритания с настороженностью относилась к материальным поставкам для СЗА из Германии и всячески затрудняла такие поставки. В частности, генерал Юденич, которому Всероссийское правительство адмирала Колчака выделило в середине июня миллион франков «на содержание его армии», закупил в Германии 60 тысяч комплектов обмундирования. Сделка была сорвана Англией, которая запретила провоз этой партии:283. Белогвардейские части, прибывающие в русский северо-западный край из Латвии (например «Отряд Светлейшего князя Ливена», переименованный по прибытии в Эстляндию в «Ливенскую дивизию») были прекрасно вооружены и экипированы немцами. Так же были вооружены и экипированы англичанами части эстонской армии. Русская Северо-Западная армия, находящаяся в непрерывных боях с мая по август, так и не получила за это время существенной помощи от союзников. Войска были разуты, одеты в лохмотья, современных вооружений и боеприпасов не хватало. К началу августа создалась двухмесячная задолженность с выплатой жалования. Моральный дух в войсках начал падать:278. В армии открыто начали критиковать англичан и требовать сменить ориентацию с «проантантовской» на «пронемецкую».
Для иллюстрации положения в армии приводят такой случай: в конце июля на военное совещание прибыли военные представители Антанты. Их встречал почётный караул, составленный из двух частей — «Ливенской дивизии», экипированной немцами в новенькую форму, с немецкими винтовками, в отличных сапогах и «Ямбургской дружины», бойцы которой были босыми и все в лохмотьях. Когда изумлённые английские офицеры, не в силах скрыть своего любопытства, спросили чем объясняется такое отличие, русский офицер, сопровождавший англичан, ответил: «Тем, что один караул Ливенской дивизии снаряжен нашими врагами — немцами, а другой нашими друзьями — союзниками».
С конца июля англичане наконец перешли от обещаний к конкретным поставкам. Первый пароход прибыл в порт Ревеля 31 июля. В последующие дни прибыл ещё один транспорт, затем ещё два с обмундированием, танками, вооружением. Большой пароход с обмундированием прибыл в Ревель 9 сентября. Некоторые источники сообщали, что первоначально груз парохода предназначался для английского воинского контингента в Северной области, но так как в тот момент было принято решение об эвакуации, пароход развернули на Ревель. В его трюмах был следующий груз: 40 тыс. комплектов обмундирования (от носков и френчей до ботинок с обмотками), 20 тыс. шинелей, провизия, туалетные принадлежности, 20 тыс. дорожных чемоданчиков с бритвенными принадлежностями, зубными щётками и пр. и, как восторженно писал один из министров Северо-западного правительства М. С. Маргулиес: «Да здравствует культура, будет из чего солдатам курить папиросы!» — три огромных тюка туалетной бумаги:293. Так же было поставлено 12 тыс. винтовок «Lee-Enfield».
Доставленное вооружение не могло быть сразу использовано, а нуждалось в ремонте. Пушки были доставлены без замков, патроны бракованные или не тех калибров, чем винтовки и пулемёты. Англичане объясняли это тем, что английские рабочие, из солидарности с большевистской революцией, намеренно путали в портах грузовые партии. Всё это создавало СЗА дополнительные трудности:286.

## Состав
К началу осеннего наступления на Петроград СЗА имела следующий состав::11—12
- 1-й стрелковый корпус (А. П. Пален)
  - 2-я дивизия (М. В. Ярославцев)
    - 5-й Островский полк — 500 штыков
    - 6-й Талабский полк — 1000 штыков
    - 7-й Уральский полк — 450 штыков
    - 8-й Семёновский полк — 500 штыков
    - Тяжёлых орудий — 2
    - Лёгких орудий — 4

  - 3-я дивизия (Д. Р. Ветренко)
    - 9-й Волынский полк — 1200 штыков
    - 10-й Темницкий полк — 300 штыков
    - 11-й Вятский полк — 250 штыков
    - 12-й Красногорский полк — 450 штыков
    - Тяжёлых орудий — 2
    - Лёгких орудий — 8

  - 5-я Ливенская дивизия (К. И. Дыдоров)
    - 17-й Либавский (1-й Ливенский) полк — 450 штыков
    - 18-й Рижский (2-й Ливенский) полк — 450 штыков
    - 19-й Полтавский (3-й Ливенский) полк — 350 штыков
    - 20-й Чудский полк — 300 штыков
    - Тяжёлых орудий — 2
    - Лёгких орудий — 6
    - Броневиков — 2
- 2-й стрелковый корпус (Е. К. Арсеньев)
  - 4-я дивизия (А. Н. Долгоруков)
    - 13-й Нарвский полк — 800 штыков
    - 14-й Вознесенский полк — 750 штыков
    - 15-й Великоостровский полк — 1000 штыков
    - 16-й Литовский полк — 300 штыков
    - Тяжёлых орудий — 4
    - Лёгких орудий — 5

  - Отдельная бригада (К. А. Ежевский)
    - 21-й Псковский полк — 800 штыков
    - 22-й Деникинский полк — 800 штыков
    - 23-й Печерский полк — 600 штыков
    - Качановский батальон — 180 штыков
    - Лёгких орудий — 4
    - Поршневых орудий — 5
- 1-я отдельная дивизия (А. Н. Дзерожинский)
  - 1-й Георгиевский полк — 1000 штыков
  - 2-й Ревельский полк — 700 штыков
  - 3-й Колыванский полк — 650 штыков
  - 4-й Гдовский полк — 900 штыков
  - Тяжёлых орудий — 2
  - Лёгких орудий — 4
- Подразделения отдельного подчинения
  - Конный полк Булак-Балаховича — 100 сабель и 500 штыков
  - Конно-егерский полк — 500 сабель
  - 1-й запасные полк — 850 штыков
  - 2-й запасные полк — 900 штыков
  - Десантный морской отряд — 130 штыков
  - Бронемашин — 2
  - Тяжёлых орудий — 2
  - Лёгких орудий — 4
  - Отдельный танковый батальон (капитан 1-го ранга П. О. Шишко) — 4 тяжёлых английских танка[15] и 350 штыков пехоты прикрытия.
См. также Танки Белого движения
  - 4 бронепоезда («Адмирал Колчак», «Адмирал Эссен», «Талабчанин», «Псковитянин»)
  - Авиационный отдел (капитан Таракус-Таракузио Т. А.)

## Условия прохождения службы
Осенью 1919 года ежемесячный расход на содержание армии составлял 30—35 млн. рублей (р.). 28 млн из этой суммы шло на жалование. Рядовой получал 150 рублей в месяц, ефрейтор — 175 р., младший унтер-офицер — 200 р., старший — 250 р., фельдфебель — 300 р., прапорщик — 500 р., офицер — 600 р., командующий корпусом — 1900 р. Кроме жалования выплачивались суточные, из расчёта 6 рублей солдату и 16 — офицеру. Семейным офицерам и чиновникам, состоящим при армии, выдавались пособия: 200 рублей на жену и по 100 рублей на каждого ребёнка до 16-ти лет.

## Боевой дух войск
Писатель А. И. Куприн, служивший редактором армейской газеты Северо-Западной армии «Приневский край», писал:

«В офицерском составе уживались лишь люди чрезмерно высоких боевых качеств. В этой армии нельзя было услышать про офицера таких определений, как храбрый, смелый, отважный, геройский и так далее. Было два определения: „хороший офицер“ или, изредка, — „да, если в руках“».

## Осеннее наступление на Петроград
12 октября 1919 года Северо-Западная армия (13 тысяч штыков и сабель против 25 тысяч у красных) прорвала красный фронт у Ямбурга и, взяв 16 октября Лугу и Гатчину, 20 октября — Царское село, вышла к пригородам Петрограда. Белые овладели Пулковскими высотами и на крайнем левом фланге ворвались в предместья Лигово, а разъезды разведчиков завязали бои у Ижорского завода. Но недостаток собственных сил и средств, недостаточная помощь Эстонии, которая вела переговоры с большевиками о признании собственной независимости и в критический момент наступления СЗА была вынуждена бросить собственные силы на подавление выступления Бермондта-Авалова, недостаточная помощь британского флота, отвлечённого по той же причине, дву- (или даже трёх-) кратное численное превосходство красных, не позволили овладеть городом. После десятидневных ожесточённых и неравных боёв под Петроградом с красными войсками, численность которых выросла до 60 тысяч человек, Северо-Западная армия 2 ноября 1919 года начала отступление и с упорными боями отошла к границам Эстонии в районе Нарвы.

## Ликвидация армии
В Эстонии 15 тысяч солдат и офицеров СЗА были сначала разоружены, а затем 5 тысяч из них — схвачены и отправлены в концлагеря. Сам Юденич был арестован по обвинениям в финансовых злоупотреблениях группой Булак-Балаховича при молчаливом согласии эстонских властей, но освобождён после энергичных протестов командования английской эскадры, стоявшей на Ревельском рейде.
22 января 1920 года приказом по армии Н. Н. Юденича русская Северо-Западная армия была ликвидирована.
17 февраля 1920 года вышло секретное распоряжение министра внутренних дел Эстонской Республики в отношении СЗА, о котором бывший министр Временного правительства России Гучков написал Черчиллю протестное письмо, в котором утверждал:

«… из Эстонии производятся массовые выселения русских подданных без объяснения причин и даже без предупреждения… Русские люди в этих провинциях бесправные, беззащитные и беспомощные. Народы и правительства молодых балтийских государств совершенно опьянены вином национальной независимости и политической свободы».

«Русских начали убивать прямо на улице, запирать в тюрьмы и концентрационные лагеря, вообще всячески притеснять всякими способами. С беженцами из Петроградской губернии, число коих было более 10 000, обращались хуже, чем со скотом. Их заставляли сутками лежать на трескучем морозе на шпалах железной дороги. Масса детей и женщин умерло».— Секретный доклад С.-З. фронта о положении русских в Эстонии, 1920. Изд-во Гессена, Берлин, 1921
В 1919—1920-е годы, по оценкам историков, от эпидемии тифа погибло около 4 тысяч чинов Северо-Западной армии и гражданских лиц.

## СЗА и Эстония
У эстонских властей было двойственное отношение к СЗА. Основная часть эстонских политиков не хотела победы белых над красными в Гражданской войне, так как знала, что «Белое движение» выступает за «единую, великую и неделимую Россию» (слова адмирала А. В. Колчака), то есть оно против создания самостоятельного эстонского государства. Вместе с этим, эстонские историки (в частности, Рейго Розенталь и Игорь Копытин) считают, что вклад Северо-Западной армии в дело защиты независимости молодой Эстонской республики был значительным, и СЗА принимала участие в Освободительной войне на стороне Эстонии.
Когда в январе 1919 года генералу Антону Деникину предложили признать самостоятельность Эстонии в обмен на поддержку его петроградской операции, генерал сказал:

«Нет никакой Эстонии, есть лишь кусочек земли российской — губерния России. Эстонское правительство — не более чем компания преступников, захвативших власть в свои руки. С ними я не разговариваю!»
После таких слов эстонское правительство практически не оказало никакой поддержки Северо-Западной армии, в сентябре 1919 года начавшей наступление из-под Ямбурга на Петроград. На Пулковских высотах Северо-Западная армия была разбита красноармейцами и отступила в Эстонию. Когда эстонцы поняли, что белые проигрывают войну, и что Эстонской республике нужен мир с большевиками, они прекратили всякую поддержку Белого движения, что дало им возможность заключить мирный договор с Большевиками.
25 тысяч воинов СЗА были разоружены и размещены в лагерях в Ида-Вирумаа. К концу 1920 года в Эстонии находилось ещё около 12 тысяч бывших северо-западников.
С 17 ноября 1919 года по 15 января 1920 года происходил процесс интернирования всех частей СЗА: сначала тыловых и запасных, а затем и фронтовых. Имелись единичные случаи перестрелок подразделений СЗА с разоружавшими их эстонскими частями и убийств офицеров на политической почве.
После окончания войны тысячи северо-западников и прибывших с ними в Эстонию беженцев заболели тифом и умерли, не получив достаточной медицинской помощи. В Таллине для их захоронения был выделен участок на южной стороне кладбища Копли, где в братских могилах похоронено около 700 человек.
На территории Эстонии по состоянию на 1 июля 2001 года было выявлено, описано и в меру возможности восстановлено 14 братских могил воинов Северо-Западной армии, умерших в большинстве случаев от тифа:
- у Пюхтицкого монастыря;
- в Нарве (район Сийвертси);
- близ города Нарва-Йыэсуу;
- у деревни Ваэкюла;
- близ города Муствеэ;
- в деревне Ийзаку;
- у деревни Алайыэ;
- близ города Йыхви;
- у деревни Мяэтагузе;
- близ посёлка Азери;
- близ города Кунда;
- в посёлке Люганузе;
- в таллинских микрорайонах Копли и Рахумяэ.

Памятники на некоторых из этих могил в той или иной степени сохранились, однако большинство из них были уничтожены в советское время или разрушились со временем. Братские могилы воинов СЗА непосредственно в местах их интернирования неизвестны.
Участниками общества «Эстонский военный мемориал» и краеведами из России восстановлены имена 722 воинов, похороненных в братской могиле в Нарве.
- Эстонская комиссия по приёмке лётного оборудования бывшей СЗА
- Бараки Нарвской суконной фабрики, приют для больных тифом воинов СЗА в Нарве. Грузовики в ожидании выноса тел умерших. Январь 1920 года
- Выгрузка из грузовика тел умерших от тифа солдат СЗА на кладбище Сийвертси, Нарва. Январь 1920 года
- Интернированные воины СЗА ждут отправки в Советскую Россию. Нарва, февраль 1920 года
- Интернированные воины СЗА перед отправкой в Советскую Россию. Нарва, февраль 1920 года
- Уход интернированных воинов СЗА из Эстонии в Советскую Россию. Февраль 1920 года
- Обезоруженные воины СЗА (справа), которых интернируют в Советскую Россию, едят в лесу под охраной эстонских солдат (слева), февраль 1920 года
- Захоронение воинов Северо-Западной армии, умерших от тифа. Февраль 1920 года, Вирумаа

## Память
Летом 1991 года на Пулковской высоте под Ленинградом по инициативе и трудами организации «Русское знамя» был установлен памятник воинам Северо-Западной Армии ген. Н. Н. Юденича. Это был первый в истории СССР памятник, связанный с историей Белого движения. Памятник представлял собой большой православный восьмиконечный крест, в бетонное основание которого была вмонтирована бронзовая доска с изображением тернового венца и меча, датами «1917—1920» и надписью-посвящением. На открытии памятника присутствовали более 200 человек — представителей патриотических организаций и военно-исторических клубов Северной Столицы и Москвы. Телевизионный сюжет об этом событии был показан по телевидению, что вызвало тогда неоднозначную реакцию зрителей: Крест-памятник на Пулковской высоте стал первым и единственным мемориалом белым воинам в Советском Союзе. В период с 1991 по 2019 год памятник более 13 раз разрушался вандалами — политическими противниками Белого движения, но всякий раз восстанавливался членами различных патриотических организаций и православной общественностью Санкт-Петербурга.
В апреле 2008 года в Таллине был основан «Союз северо-западников нового поколения».
20 октября 2008 года в церковной ограде около алтаря церкви Крестовоздвиженского храма в деревне Ополье Кингисеппского района Ленинградской области как дань памяти погибшим чинам армии генерала Юденича по инициативе Ямбургского братства во имя Святого Архистратига Божия Михаила и движения «Бѣлое дѣло» и при участии «Российского Имперского Союза-Ордена» был установлен ещё один памятник воинам Северо-Западной армии.
В Нарве, северной окраине города, находится братское кладбище Северо-Западной армии в Нарве. Является частью гарнизонного кладбища, основанного в 1887 году. На братской могиле в 1930-е годы был установлен памятник. Соавтором проекта является Шевелёв Николай Васильевич (13/26.11 1877, Полтава — 12.12.1933, Нарва) — полковник, военный инженер. В годы Второй мировой войны памятник был разрушен. В период 1992—2010 годов был создан мемориальный комплекс, который включает в себя земляной курган с установленным 3-метровым крестом и 6 гранитных плит с высеченными на них именами и фамилиями 722 военнослужащих Северо-Западной армии. Духовенство Эстонской православной церкви Московского Патриархата постоянно совершает на нём поминальные службы.
- Памятники на братских могилах погибших воинов СЗА и умерших от тифа солдат и гражданских лиц в Эстонии в 1919—1939 годах
- Кладбище Копли, Таллин, 1951 год (не сохранился)
- Братское кладбище в Нарве (памятник разрушен после 1940 года)
- Братское кладбище в Нарве, 2008 год
- Нарва, 2021 год
- Братское кладбище в Нарве, 2021 год
- Кладбище Пюхтицкого монастыря
- Кладбище Алайыэ, 2014 год
- Кладбище Ийзаку, 2014 год (реставрация 1999 года)

На братском кладбище Северо-Западной армии в Копли (Таллин) были похоронены воины СЗА, скончавшиеся в коплиских тифозных госпиталях. С 1936 по 1951 год на территории кладбища Копли стояла Георгиевская часовня (эст. Püha Jüri kabel) архитектора А. И. Владовского (была снесена советскими властями). 27 января 2022 года, в присутствии мэра Таллина, состоялась закладка краеугольного камня восстанавливаемой часовни. На часовне был установлен целиком отлитый купол весом около 3,2 тонны. 2 июня 2022 года над куполом церкви был водружён крест. Торжественное открытие часовни состоялось 16 декабря 2022 года. Стоимость строительных работ составила 530 000 евро.
- Часовня Святого Георгия на кладбище Копли (Таллин)